# برادلي زيمر
برادلي زيمر (بالإنجليزية: Bradley Zimmer)‏ هو لاعب كرة قاعدة أمريكي، ولد في 27 نوفمبر 1992 في لاهويا في الولايات المتحدة.

## وصلات خارجية
- برادلي زيمر على موقع دوري كرة القاعدة الرئيسي (الإنجليزية)
- برادلي زيمر على موقعبيزبول رفرنس.كوم (الدوري الرئيسي) (الإنجليزية)
- برادلي زيمر على موقعبيزبول رفرنس.كوم (الدوري الثانوي) (الإنجليزية)
- برادلي زيمر على موقع إي إس بي إن.كوم (أم.أل.بي) (الإنجليزية)
- برادلي زيمر على موقع مشجعي الرسوم البيانية (الإنجليزية)